# Pontonia medipacifica
Pontonia medipacifica är en kräftdjursart som beskrevs av John R. Edmondson 1935. Pontonia medipacifica ingår i släktet Pontonia och familjen Palaemonidae. Inga underarter finns listade i Catalogue of Life.